# مارکو کورث
مارکو کورث (انگلیسی: Marco Kurth؛ زادهٔ ۱۸ اوت ۱۹۷۸) بازیکن فوتبال اهل آلمان است.
از باشگاه‌هایی که در آن بازی کرده‌است می‌توان به باشگاه فوتبال ارتسگبیرگ آئو، باشگاه فوتبال انرژی کوتبوس، باشگاه فوتبال لوکوموتیو لایپزیگ، و باشگاه فوتبال ماگدبورگ ۱ اشاره کرد.